# شب ایگوانا
شب ایگوانا (به انگلیسی: The Night of the Iguana) نمایش‌نامه‌ای از تنسی ویلیامز، نویسندهٔ اهل ایالات متحده آمریکا است که اولین بار در سال ۱۹۶۱ به روی صحنه رفت. ویلیامز قبلا یک داستان کوتاه نیز با همین نام نوشته بود که در همان زمان و مکان نمایشنامه رخ می‌دهد ولی به جز حضور مشابه یک ایگوانا، داستان‌های این دو نوشته به هم ربطی ندارند.

## ترجمه فارسی
این کتاب با ترجمه مسعود خیام توسط نشر قطره (۱۳۸۶) و با ترجمه مرجان بخت مینو (۱۳۸۲) توسط انتشارات مینو به چاپ رسیده است.